# Cristoforo Bonavino
Cristoforo Bonavino est un prêtre, journaliste et philosophe italien, né le 27 février 1821 à Pegli non loin de Gênes, mort le 12 septembre 1895 à Gênes, plus connu sous son pseudonyme littéraire Ausonio Franchi.

## Biographie
Fils d'un tisserand, Giambattista Bonavino, il est envoyé tout d'abord au séminaire de Gênes en 1837, puis, en 1840, à celui de Bobbio, où il se lie avec l'évêque Antoine-Marie Gianelli, qui le destine à l'enseignement religieux. Il intègre en 1840 l'institut des Oblats de Saint Alphonse fondé par Gianelli, puis il est ordonné prêtre le 1er décembre 1844. Dans son rôle d'enseignant, il publie tout d'abord « Éléments de Grammaire générale appliqués aux deux langues italienne et latine » (Gênes, 1848-49).
Mais l'étude de la philosophie, en particulier le positivisme de Comte et le criticisme de Kant, ébranle sa foi. Après deux ans de luttes violentes, il fait paraître, en 1849, sous le nom d'Ausonio Franchi, signifiant « Italien libre », une traduction du livre de Victor Meunier « Jésus-Christ devant les conseils de guerre ». Cela lui vaut de la part de sa hiérarchie une suspension « a divinis ». Adoptant définitivement son nouveau nom, il abandonne alors l'habit et l'état ecclésiastiques, refusant de demeurer plus longtemps ministre d'un culte auquel il a cessé de croire.
Il rend compte de l'évolution accomplie en lui dans  « l'Introduzione » de son principal ouvrage : « La Filosofia delle Scuole Italiane » (Capolago 1852), livre suivi d'un appendice, où l'auteur rappelle à l'Italie la tradition de Giordano Bruno et de Campanella, et où il s'élève contre le néoplatonisme du comte Mamiani. Ayant jeté sa soutane aux orties, comme il l'a lui-même écrit, il devient un ardent défenseur du rationalisme. Les autorités dogmatique de l'Église et despotique de l'État, qui sont, selon lui, les obstacles majeurs à la liberté intellectuelle et politique en Italie, sont les cibles de ses attaques incessantes. Pour défendre et faire connaître ses idées, il fonde à Turin un journal hebdomadaire « La Ragione » (La Raison), qui fonctionne de 1854 à 1858. Parmi les collaborateurs francophones de ce journal, on peut citer : Charles Renouvier, Louis de Potter, Henri Brisson, Edgar Quinet et Louis Blanc. Il est aussi un partisan de l'émancipation de la femme, et il reçoit les remerciements de Jenny d'Héricourt, auteur de « La Femme affranchie », pour lui avoir permis d'exprimer ses idées dans les colonnes de « La Ragione ».
Il donne également les ouvrages suivants :
- Études philosophiques et religieuses. Du sentiment, (Studi filosofici e religiosi. Del sentimento), (Turin 1854) ;
- Le rationalisme populaire, (Il razionalismo del popolo)  (Genève 1856) ;
- Le rationalisme avec une introduction de D. Bancel (Bruxelles 1858) ;
- Lettres sur l'histoire de la philosophie moderne. Bacon. Descartes. Spinoza. Malebranche (Lettere su la storia della filosofia moderna) (Milan 2 vol. 1863) ;
- Sur la théorie du jugement. Lettre à Nicola Mameli, (Su la teorica del giudizio. Lettere a Nicola Mameli) (Milan 2 vol. 1870) ;
- La chute de la principauté ecclésiastique et la restauration de l'empire germanique (La caduta del principato ecclesiastico e la restaurazione dello impero germanico) (Trèves 1871) ;
- Essais de critique et de polémique. Les questions philosophiques. Les questions religieuses. Les questions politiques (Saggi di critica e polemica. Questioni filosofiche. Questioni religiose. Questioni politiche) (Milan 3 vol. 1871-1872) ;

Il est aussi un franc-maçon très actif, appartenant à la loge « Insubria» de rite italien, ainsi que membre honoraire de la loge « Azione e Fede » (Action et foi) de rite symbolique. En 1860, il est nommé professeur d'histoire de la philosophie à l'Académie scientifique et littéraire de Milan, et conserve ce poste jusqu'en 1888.
À partir de 1872, sa production littéraire fléchit, à cause, dit la critique catholique, de sa réflexion plus mûre de professeur. Une seconde transformation s'opère en lui pour aboutir, en 1889, à la répudiation de ses principes rationalistes, publiant un ouvrage de 1500 pages « Ultima critica » (Dernière critique) et revenant à la foi.